# باتو-مانكو فانكيف
باتو-مانكو فانكيف (بالروسية: Бато-Мунко Демьянович Ванкеев)‏ (مواليد 4 فبراير 1977) هو ملاكم روسي، مثّل بلاده في الألعاب الأولمبية الصيفية 2004.

## روابط خارجية
باتو-مانكو فانكيف على موقع أوليمبيديا (الإنجليزية)